# Erateina meduthina
Erateina meduthina là một loài bướm đêm trong họ Geometridae.